# Джуссоев, Георгий Николаевич
Георгий Николаевич Джуссоев (1926 — ?) — советский хозяйственный, государственный и партийный деятель.

## Биография
Родился в 1926 году. Член ВКП(б) с 1950 года.
С 1944 года — на хозяйственной, общественной и политической работе. В 1944—1986 гг. — налоговый агент районного финансового отдела, заведующий Отделом Областного комитета ЛКСМ, инструктор Отдела Областного комитета, заведующий Отделом районного комитета КП Грузии Юго-Осетинской автономной области, председатель Исполнительного комитета Сталинирского районного Совета, 1-й секретарь районного комитета КП Грузии, председатель Исполнительного комитета Областного Совета Юго-Осетинской автономной области, 1-й секретарь Юго-Осетинского областного комитета КП Грузии, заместитель министра заготовок Грузинской ССР, заместитель министра хлебопродуктов Грузинской ССР.
Избирался депутатом Верховного Совета СССР 7-го и 8-го созывов.